# Lophothericles forceps
Lophothericles forceps är en insektsart som beskrevs av Marius Descamps 1977. Lophothericles forceps ingår i släktet Lophothericles och familjen Thericleidae. Inga underarter finns listade i Catalogue of Life.